# Ephemerellidae
Ephemerellidae je čeleď letních jepic (Ephemeroptera). Zástupci této čeledi žijí v tekoucích vodách na různých typech substrátů. Většina druhů má jednu generaci ročně. Pokud je larva ohrožena predátorem, zvedne své tři cerci, aby tak vypadala větší. Poté je vystrčí dopředu a šťouchne do útočníka. Většina druhů této čeledi je citlivá na disturbanci.

## Morfologie
Dospělci mají charakteristické tři štěty na zadečku. Většinou dorůstají velikosti 5 až 15 mm. Mají redukované ústní ústrojí, protože po dospění se jepice páří a krátce poté hynou. Nepřijímají proto v tomto období potravu. Mají větší pár předních křídel a menší pár zadních křídel. Jejich křídla jsou blanitá a silně žilkovaná. Oči dospělců jsou velké. Jejich lehce sklerotizované břicho se skládá z mnoha segmentů, které usnadňují páření. Většinu života tráví zástupci této čeledi ve stádiu larvy. Ty mají žábry, aby mohly dýchat pod vodou. Živí se filtrací vody a přijímají z ní tak živiny. Larvy i dospělci mají měkké tělo.

## Význam pro člověka
Jepice se běžně používají jako modely pro muškařské návnady. Nymfy i dospělci jsou běžnou potravou vodních živočichů. Při rybaření jsou tak jepicím podobné návnady atraktivní pro mnoho druhů pstruhů a některé malé okouny.
Jepice spolu se zástupci chrostíků (Trichoptera) a pošvatek (Plecoptera) často slouží jako bioindikátory prostředí. Mnoho druhů netoleruje znečištění a není schopné přežít v člověkem narušených tocích. Toto narušení může být způsobeno znečištěním vlivem urbanizace či zemědělství. Jejich stanoviště, zejména ve fázi nymfy, jsou velmi omezená. Jsou špatní plavci, takže se běžně přichytávají na kamenech, řasách a další vodní vegetaci. Pokud se oblast, ve které žijí, znečistí, dojde k jejich úhynu. Znečištění tak zjevně přerušuje přirozený ekosystém a potravní řetězec, což vytváří nerovnováhu a ovlivňuje i populaci větších predátorů, jako jsou ryby a ptáci, kteří se rybami živí. Jepice jsou tak zásadní pro správné fungování ekosystému vodních toků.

## Systematika
Rody řazené do čeledi Ephemerellidae:
- Adoranexa Jacobus a McCafferty, 2008
- Attenella Edmunds, 1971
- Caudatella Edmunds, 1959
- Caurinella Allen, 1984
- Cincticostella Allen, 1971
- Dannella Edmunds, 1959
- Dentatella Allen, 1980
- Drunella Needham, 1905
- Ephracerella Pacit, 1994
- Ephemerella Walsh, 1862
- Eurylophella Tiensuu, 1935
- Hyrtanella Allen a Edmunds, 1976
- Matriella Jacobus a McCafferty, 2008
- Notacanthella Jacobus a McCafferty, 2008
- Penelomax Jacobus a McCafferty, 2008
- Quatica Jacobus a McCafferty, 2008
- Serratella Edmunds, 1959
- Spinorea Jacobus a McCafferty, 2008
- Teloganopsis Ulmer, 1939
- Timpanoga Needham, 1927
- Torleya Lestage, 1917
- Tsalia Jacobus a McCafferty, 2008

## Fotogalerie

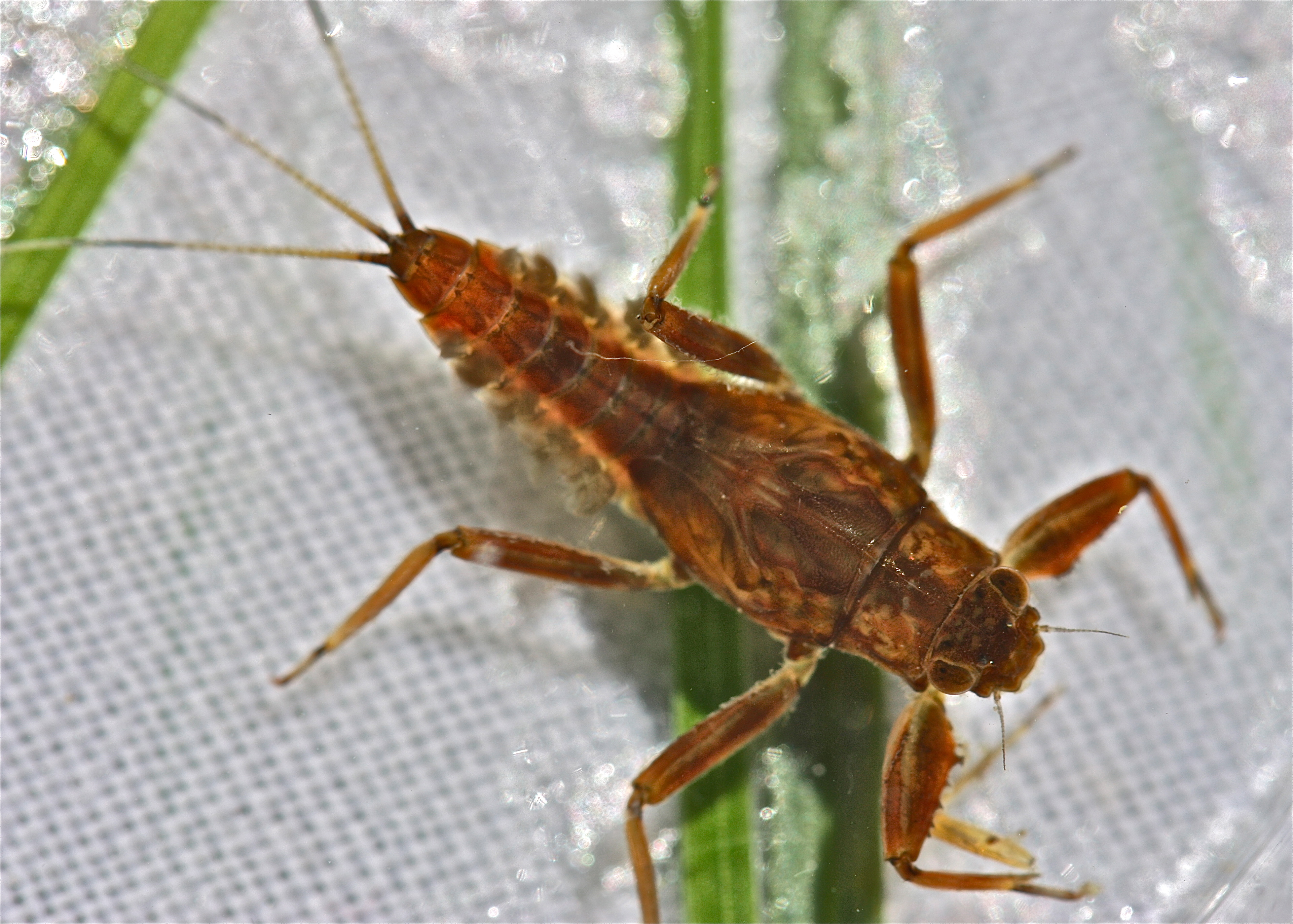
Nymfa Drunella coloradensis
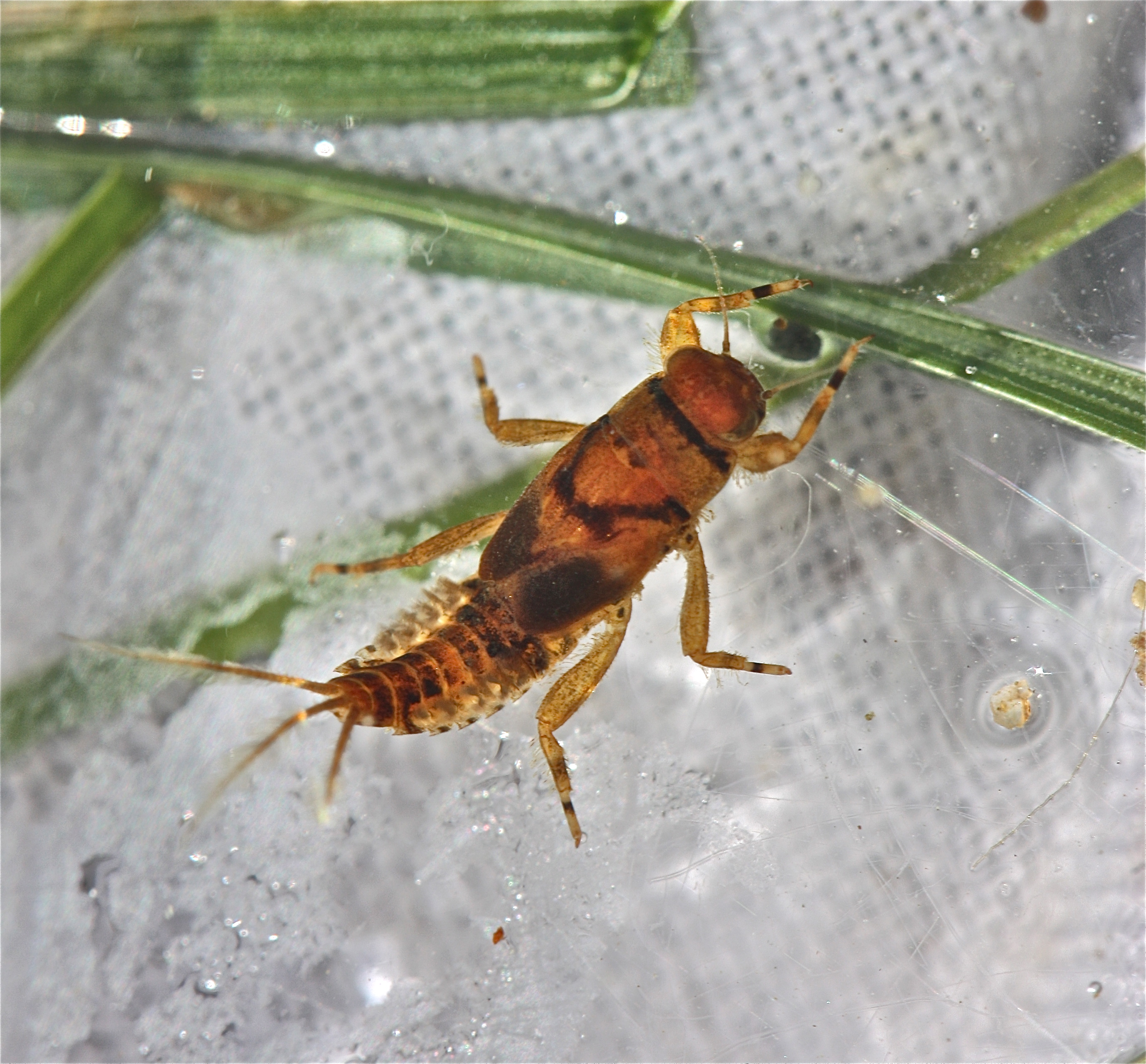
Nymfa Ephemerella invaria
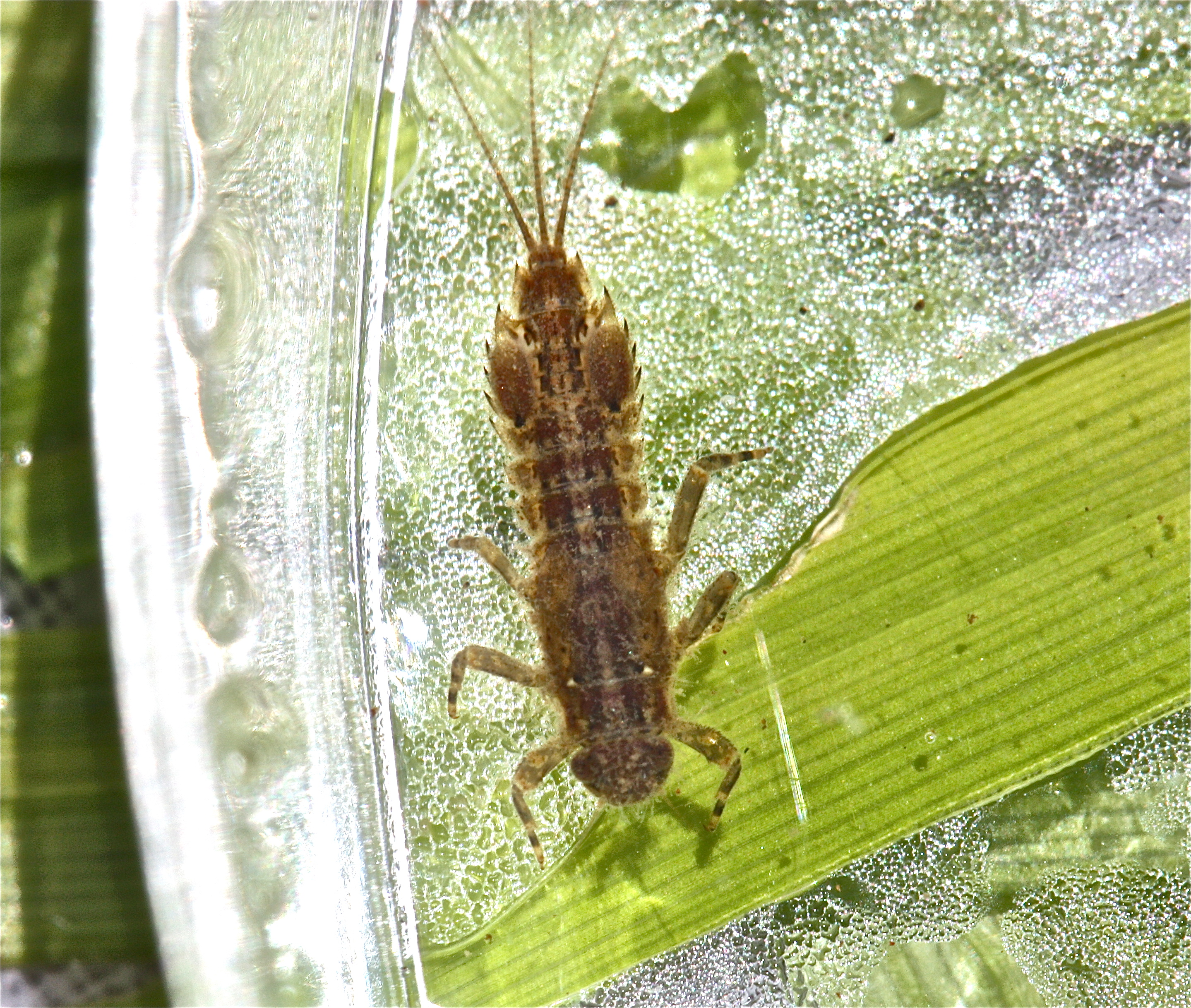
Nymfa Eurylophella sp.
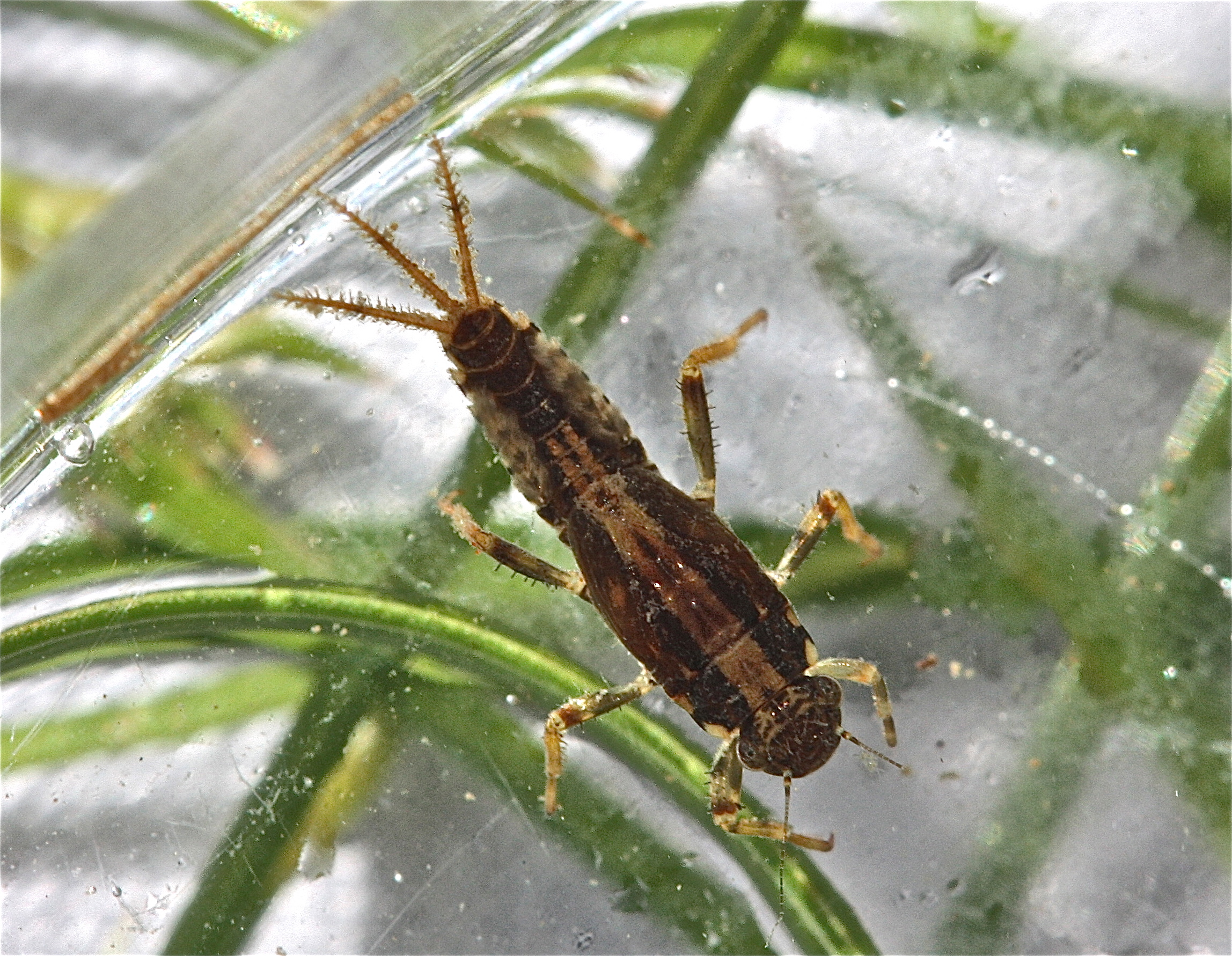
Nymfa Teloganopsis deficiens